# 청양 평택임씨 재실
청양 평택임씨 재실(靑陽 平澤林氏 齋室)은 대한민국 충청남도 청양군 화성면에 있는 건축물이다. 2011년 7월 20일 충청남도의 문화재자료 제414호로 지정되었다.

## 개요
청양 평택임씨 재실은 안채, 아래채, 문간채, 헛간채가 모여 ㅁ자형 배치를 보여주는 이 지방 1800년대 전후의 전형적인 재실 건물로 건립년대는 확인되지 않지만 건물에 나타나는 전반적인 의장의 세부수법은 당시 기법을 잘 간직하고 있다.
안채와 부속건물들의 지붕이 누수로 인하여 일부 퇴락되긴 하였지만 원형을 유지하고 있고 안채와 문간채의 부엌상부에는 음식과 제기(祭器)를 보관했던 다락공간이 만들어져 재실의 기능을 잘 갖추고 있어 역사적 가치가 높다.

## 참고 자료
- 청양 평택임씨 재실 - 국가유산청 국가유산포털